# Euro-Cities
Die Euro-Cities AG ist Teil einer Firmengruppe aus dem Kartenverlagswesen. Dazu gehören ebenfalls die PCS-Satztechnik GmbH, die GEKA GmbH und die Inselferien GmbH, als Tochterfirma der Euro-Cities AG. Vollständiger Anteilseigner und Alleinvorstand der Euro-Cities AG ist Hans Biermann. Das Unternehmen hat seinen Sitz in Berlin. Die Euro-Cities AG besitzt einen umfassenden Bestand an gezeichneten Stadtplan- und Landkartensubstanzen für den deutschsprachigen Raum und die Balearen.

## Die Geschichte
Die Euro-Cities AG wurde 2000 gegründet. Im gleichen Jahr verkaufte die Bertelsmann AG den Stadtplandienst an die PCS-Satztechnik GmbH. Die PCS-Satztechnik GmbH übertrug daraufhin sämtliche Nutzungsrechte am Stadtplandienst an die Euro-Cities AG. Unter dem Dach der Euro-Cities wuchs der Stadtplandienst stetig; nach und nach wurden immer mehr Städte hausnummerngenau eingestellt, bis die Kartensubstanz im Juni 2006 vollständig war. Danach begann das Unternehmen seine Produktpalette um ein weiteres Kartenportal zu erweitern. Im Dezember 2009 ging das Kartenportal Inselferien.de online. Dazu wurde im darauffolgenden Monat die vollständige Euro-Cities-Tochterfirma Inselferien GmbH gegründet.
Parallel dazu gründete Hans Biermann bereits 2000 die GEKA GmbH, deren Ziel unter anderem der Vertrieb und die Vermarktung des Online-Kartenclubs Webmaps.de ist. Die GEKA mbH sucht zudem Karten- und Bildrechtsverletzungen im Internet und lizenziert Produkte mehrerer Hersteller, darunter auch Falk.
Im August 2021 firmierte die Euro-Cities AG (HRB 75689 B) am Amtsgericht Berlin-Charlottenburg in die Euro-Cities GmbH (HRB 232570 B) um.

## Produkte
Der Stadtplandienst ist die älteste Marke der Euro-Cities AG. Von Beginn an enthielt er die hausnummerngenaue Kartendarstellung und bildete Luftbilder flächentreu ab. Der Stadtplandienst vertreibt Kartenlizenzen für Deutschland, Österreich und die Schweiz.
Inselferien.de ist ein Internetkartendienst, der Karten und Luftbilder der Balearen anbietet und Informationen für deutschsprachige Touristen im Zielgebiet bereithält.
Das jüngste Produkt aus der Firmengruppe ist der Online-Kartenclub Webmaps.de. Dieser Kartenclub ist spezialisiert auf die Immobilienwirtschaft. Er bietet Karten, Luftbilder und Panoramaansichten verschiedener Kartenverlage an. Auch Angebote deutscher Landesvermessungsämter finden sich dort.

## Gerichtsurteile
Im Jahre 2004 klagte Euro-Cities vor dem Landgericht Berlin gegen Toll Collect, weil dieses Unternehmen ohne Lizenz mit Hilfe des Programms HTTrack 202 Megabyte Kartenmaterial, so Uwe Lehmann-Brauns, Anwalt von Euro Cities, heruntergeladen habe (Landgericht Berlin, Urteil vom 20. Juli 2004, Az. 16 O 312/04). Toll Collect legte vor dem Kammergericht Berufung ein. Diese wurde durch einen Vergleich beendet (Kammergericht Berlin, Az. 5 U 157/04). Laut Hans Biermann bejahte das Gericht einen Unterlassungsanspruch, so dass die Toll Collect GmbH eine Unterlassungserklärung abgab.
Das Unternehmen führt viele Rechtsstreitigkeiten zur Durchsetzung ihrer Urheberrechte. Die Rechtsstreitigkeiten werden häufig durch Vergleich beendet. Allerdings sind auch zahlreiche Urteile ergangen. Diese sind in der Regel klagestattgebend.
Im Jahr 2009 stellte das Landgericht Berlin in einem Berufungsurteil fest, dass die Euro-Cities AG für eine unerlaubt genutzte Stadtplanansicht lediglich 300 Euro verlangen könne. Das Gericht gelangte zu diesem Betrag auf dem Wege einer Schätzung. Es war der Ansicht, dass die Euro-Cities AG keinen Beweis dafür erbracht habe, dass der geforderte Schadensersatzbetrag gerechtfertigt sei.
Im Jahr 2013 stellte der Verfassungsgerichtshof des Landes Berlin mit Beschluss vom 19. Dezember 2013 allerdings fest, dass ein Urteil derselben Kammer des Landgerichts Berlin aus dem Jahre 2011, in dem von dieser Kammer ähnlich wie 2009 argumentiert und der Schadensersatz vom Gericht lediglich geschätzt worden war, den Anspruch der Euro-Cities AG auf rechtliches Gehör verletzte, da von dieser angebotene Zeugen nicht vernommen worden waren. Die Gerichte urteilen heute regelmäßig, dass der von der Euro-Cities verlangte Schadensersatz in der verlangten Höhe zuzusprechen sei. Insbesondere wird inzwischen auch am Landgericht Berlin, mehrfach bestätigt durch das Kammergericht, der Schadenersatz nicht mehr geschätzt, sondern nach der Lizenzpreisliste der Euro-Cities AG festgesetzt.
Im Februar 2012 wurde eine Abmahnung gegen die „Open-Data-Initiative Offenes Köln“ bekannt. Man konnte sich jedoch auf eine Spende an eine karitative Organisation einigen.
Hinweise auf die Abmahntätigkeit Michael Brauns (im Dezember 2011 kurzzeitig Berliner Senator für Justiz und Verbraucherschutz) wurden im Dezember 2011 publik, wobei Braun laut Euro-Cities nur einmal als Anwalt bei einem Termin in Vertretung seines Kanzlei-Partners Uwe Lehmann-Brauns tätig gewesen sei.
Der Bundesgerichtshof hat mit Beschluss vom 26. Februar 2014 festgestellt, dass es keinen Rechtsfehler darstellt, wenn ein Gericht davon ausgeht, dass das Kartenmaterial des Stadtplandienstes alleine von Hans Biermann stammt, da dieser den Zeichenschlüssel und die Vorgaben für die kartographische Umsetzung erstellt hat.
Mit Urteil vom 4. Juni 2014 hat das LG München I  einen über vier Jahre dauernden Rechtsstreit beendet, in dem in der ersten Instanz vom Amtsgericht München noch rechtsfehlerhaft der angemessene Schaden geschätzt worden war. Das Berufungsgericht hob diese Entscheidung auf, nachdem ein Sachverständigengutachten eingeholt worden war, das die Qualität der Karten der Euro-Cities bestätigte. Der Euro-Cities wurde der Schadensersatz nach ihrer Lizenzpreisliste zugesprochen.
Am 19. November 2015 hat das Unternehmen einen Grundsatzprozess am LG Berlin verloren (lt. Pressemitteilung der Kanzlei Waldenberger). Ebenfalls im Jahr 2015 führte das Landgericht Hamburg in einem Urteil aus, dass nicht auszuschließen ist, dass von 174 von der Euro-Cities AG als Beweis vorgelegter Verträge eine Mehrzahl wenn nicht sogar alle mit einer vorausgegangenen Abmahnung geschlossen worden sind. Das Landgericht Hamburg hat der Euro-Cities AG deshalb nur die Hälfte ihres Listenpreises als Schadensersatz zugesprochen, weil nicht sicher ist, ob die Euro-Cities AG den Listenpreis auch ohne Abmahnung erzielen würde. Dem hat sich das Landgericht Frankfurt in einem Urteil im Jahr 2017 angeschlossen. Bezweifelt wird aber, ob ein derartiger Unsicherheitsabschlag zulässig ist, denn wie im Urteil des Landgerichts Frankfurt ausgeführt ist, darf die Schätzung nicht in der Luft hängen und muss also nachvollziehbar sein. Eine Schätzung hängt aber auch mit einem Unsicherheitsabschlag in der Luft, wenn keine nachvollziehbaren Überlegungen angestellt werden können, warum der Abschlag 50 % betragen sollte und nicht mehr oder weniger. Für die Urteile der Landgerichte Hamburg und Frankfurt wurde deshalb Berufung beantragt. Das Urteil aus Frankfurt hat das OLG Frankfurt am Main mit Urteil vom 11. Dezember 2018 inzwischen aufgehoben und der Euro-Cities der volle Schadensersatz zugesprochen. Mit Urteil vom 11.04.2019 - 29 U 3773/17, hat sich das OLG München nicht der Auffassung des OLG Frankfurt angeschlossen und in einem Leitsatz ausgeführt, "Lizenzverträge, die mit Nutzern geschlossen wurden, an die der Rechteinhaber wegen einer entsprechenden Nutzung ohne Lizenzierung herangetreten war, sind nicht geeignet, Rückschlüsse auf die Höhe des unter gewöhnlichen Umständen angemessenen Lizenzbetrags zu gestatten". Wegen bestehender Divergenz zum Urteil des OLG Frankfurt, wurde durch das OLG München die Revision zugelassen.
Auf die Revision gegen die Entscheidung des OLG München entschied der Bundesgerichtshof im Jahr 2020, der "bloße Verweis auf die Preisliste für Lizenzen in den Allgemeinen Geschäftsbedingungen [von Euro-Cities] reicht nicht aus, um die übliche Lizenzgebühr festzustellen". Gerade weil durch die Vorinstanz festgestellt worden war, dass  "die Durchsetzbarkeit ihrer Preise am Markt nicht durch den Nachweis einer eigenen repräsentativen Vertragspraxis dargelegt" wurde, "weil ein Großteil der vorgelegten Verträge nach der Geltendmachung von Ansprüchen wegen einer Rechtsverletzung geschlossen wurde und deshalb nicht berücksichtigt werden kann.", wurde die Sache an das OLG München zurückverwiesen. Das OlG München "wird im weiteren Verfahren – soweit erforderlich durch Einholung eines weiteren Sachverständigengutachtens – zu klären haben, welche Lizenzgebühren für die Benutzungshandlung der Bekl. branchenüblich sind. Ist das nicht möglich, wird es bei einer freien Schätzung die rechtsverletzende Nutzungshandlung der Bekl. zugrunde legen müssen."

## Kartellbeschwerde
Im Jahr 2009 hat die Euro-Cities AG eine Kartellbeschwerde gegen Google beim Bundeskartellamt eingelegt. Ende 2010 hat die Europäische Union wesentliche Teile der Beschwerde an sich gezogen. Als Wettbewerbskommissar Joaquín Almunia Anfang 2014 ankündigte, das Kartellverfahren gegen freiwillige Selbstverpflichtungen des Internetkonzerns Google einstellen zu wollen, kündigte die Euro-Cities AG ihrerseits gerichtliche Schritte vor deutschen Gerichten und dem Europäischen Gerichtshof an. Das Kartellverfahren war noch nicht abgeschlossen, als im Mai 2014 bekannt wurde, dass sich die Deutsche Telekom und die Initiative Open Internet Project der Medienkonzerne Axel Springer AG und Lagardère sowie 400 weitere Medienfirmen ebenfalls mit Kartellbeschwerden dem Verfahren angeschlossen haben.